# سیارک ۱۰۶۱۶
سیارک ۱۰۶۱۶ (به انگلیسی: 10616 Inouetakeshi، نامگذاری:1997UW8) ده هزار و ششصد و شانزدهمین سیارک کشف شده‌است که در ۲۵ اکتبر ۱۹۹۷ کشف شد.
قدر مطلق سیارک برابر ۱۳.۵ است.